# Karl Sommer (Agrarwissenschaftler)
Karl Sommer (* 25. Juni 1932 in Natbergen) ist ein deutscher Agrarwissenschaftler. Bekannt wurde er durch die Entwicklung des CULTAN-Verfahrens zur Stickstoffversorgung von Kulturpflanzen.

## Leben
Sommer wurde in Natbergen (heute zu Bissendorf gehörend) im Landkreis Osnabrück (Niedersachsen) geboren. Er besuchte das Gymnasium Carolinum in Osnabrück. Sommer absolvierte eine landwirtschaftliche Ausbildung und studierte an der Rheinischen Friedrich-Wilhelms-Universität in Bonn von 1957 bis 1960 Agrarwissenschaften. Sein Studium finanzierte er als Werkstudent bei der Bayer AG in Leverkusen. 1963 wurde Sommer mit der Schrift Vegetationsversuche zur Umsetzung organischer Düngestoffe und der Stickstoffkreislauf im Boden unter dem Einfluss von Stroh und Cellulose promoviert.
Er forschte an der Michigan State University und habilitierte 1969. Es folgten Lehr- und Forschungsaufträge, darunter an der University of Liberia und der Universidad de Costa Rica. Ab 1970 entwickelte er das CULTAN-Verfahren. Bis 1998 lehrte Sommer an der Universität Bonn.

## Auszeichnungen
1998 verlieh die Landwirtschaftliche Universität Warschau Sommer ein Ehrendoktorat.

## Schriften
- Vegetationsversuche zur Umsetzung organischer Düngestoffe und der Stickstoffkreislauf im Boden unter dem Einfluss von Stroh und Cellulose. Bonn 1963
- Elementarstickstoffverluste bei der Umsetzung leichtzersetzlicher organischer Masse im Boden. Bonn 1971
- CULTAN-Düngung. Gelsenkirchen 2005